# Newport (Tennessee)
Newport és una població dels Estats Units a l'estat de Tennessee. Segons el cens del 2000 tenia 7.242 habitants.

## Demografia
Segons el cens del 2000, Newport tenia 7.242 habitants, 3.203 habitatges, i 1.941 famílies. La densitat de població era de 516,8 habitants/km².
Dels 3.203 habitatges en un 27,1% hi vivien nens de menys de 18 anys, en un 37,7% hi vivien parelles casades, en un 18,8% dones solteres, i en un 39,4% no eren unitats familiars. En el 36% dels habitatges hi vivien persones soles el 15,6% de les quals corresponia a persones de 65 anys o més que vivien soles. El nombre mitjà de persones vivint en cada habitatge era de 2,19 i el nombre mitjà de persones que vivien en cada família era de 2,82.
Per edats la població es repartia de la següent manera: un 22,7% tenia menys de 18 anys, un 9% entre 18 i 24, un 27,5% entre 25 i 44, un 23,8% de 45 a 60 i un 17,1% 65 anys o més.
L'edat mediana era de 38 anys. Per cada 100 dones de 18 o més anys hi havia 80,6 homes.
La renda mediana per habitatge era de 20.539 $ i la renda mediana per família de 26.791 $. Els homes tenien una renda mediana de 25.692 $ mentre que les dones 20.165 $. La renda per capita de la població era de 12.870 $. Entorn del 24,1% de les famílies i el 29,1% de la població estaven per davall del llindar de pobresa.

## Poblacions més properes
El següent diagrama mostra les poblacions més properes.